# Мориц фон Лимбург-Щирум
Мориц фон Лимбург-Щирум (на немски: Moritz von Limburg-Styrum) от фамилията на графовете на Лимбург-Щирум е граф на Лимбург и Бронкхорст и чрез наследство господар на Щирум (1644 – 1664).

## Биография
Роден е на 1 юли 1634 в Девентер, Нидерландия. Той е най-малкият син на граф Херман Ото I фон Лимбург-Щирум (1592 – 1644) и съпругата му Анна Магдалена, фрайин Шпиз фон Бюлесхайм цу Фрехен (ок. 1600 – 1659), дъщеря на фрайхер Адам Херман фон Шпиз-Бюлесхайм († 1608) и Франциска фон Мюнстер.
След смъртта на баща му през 1644 г. наследството се разделя между граф Мориц и двамата му братя граф Ото и граф Адолф Ернст, при което той плучава господството Щирум.
През 1658 г. той се бие като ритмайстер за Франция против испанците. Мориц е затворен в затвора в Троа, заради грабеж на една благородническа къща. Неговият шеф успява да го спаси, но е изгонен от регимента. Малко по-късно той получава място като ритмайстер в регимента на херцог Улрих фон Вюртемберг.
От началото на 1659 г. Мориц е в дома си в дворец Щирум. След смъртта на майка му през май, с помощта на нейното наследство, той прави голямо престрояване на двореца.
На 7 октомври 1659 г. след общ лов на зайци и по-късното ядене и пиене в манастир Хамборн граф Мориц на път за къщи застрелва при караница младия граф Карл Александер фон Даун-Фалкенщайн. Никога не е изяснено дали това е убийство. Граф Мориц от страх от отмъщението на бащата на убития граф Вилхелм Вирих фон Даун-Фалкенщайн, бяга при зълвата си в Господство Гемен. Оттам той планува своята защита пред имперския камерен съд в Дюселдорф. Случаят отива накрая в имперския дворцов съвет в Аахен, обаче никога не е завършен.
Граф Мориц участва от 1663 г. в турската война в Австрия. На 26 август 1664 г. той умира в дуел във Виена на 30 години и е погребан в Щирум.

## Фамилия
Мориц се жени на 17 март 1662 г. в дворец Вел за братовчедката си графиня Мария Бернхардина фон Лимбург Бронкхорст (* ноември 1637; † 15 декември 1713), дъщеря на граф Бернхард Албрехт фон Лимбург-Бронкхорст-Щирум (1597 – 1637) и Анна Мария фон Берг († 1653). Те имат децата:
- Анна Бернхардина (* 1659; † 3 август 1701), омъжена на 7 март 1690 за граф Филип Вилхелм Конрад ван Хоенсбрьок († 29 септември 1716)
- Рейнера Мария Изабела
- Мориц Херман (* 3 септември 1664; † 18 май 1709), граф на Лимбург и Щирум, женен на 18/19 октомври 1692 за Елизабет Доротея Вилхелмина фон Лайнинген (* 11 юни 1665; † 1722), дъщеря на Емих Христиан фон Лайнинген-Дагсбург (1642 – 1702)